# Protestantismo clássico
Protestantismo Clássico (ou Protestantismo Tradicional,  Protestantismo Histórico) são expressões usadas no Brasil e no mundo para se referir às famílias denominacionais protestantes com origem anterior aos séculos XVIII ou XIX. Assim, são considerados os luteranos (incluindo hussitas /morávios), reformados (incluindo reformados continentais, presbiterianos, congregacionais e valdenses), anglicanos, batistas, anabatistas (incluindo amish, menonitas e dunkers) e metodistas. Para alguns autores e classificações são também inclusos no grupo os quakers.
Não são considerados protestantes clássicos em nenhuma definição os pentecostais (protopentecostais, deuteropentecostais e neopentecostais), bem como as igrejas não denominacionais e independentes.

## Estados Unidos: Diferenças entre evangélicos, fundamentalistas e mainlines
O protestantismo clássico, nos Estados Unidos, pode ser divido em três categorias em todas as famílias denominacionais: protestantes de linha principal (em inglês mainline), os evangélicos (em inglês evangelical) e os fundamentalistas. Em comum, distinguem-se dos pentecostais e dos carismáticos pelo cessacionismo.

### Protestantismo de linha principal
Os protestantes de linha principal (mainlines) são as igrejas com maior ênfase em obras sociais, com postura mais progressista e ecumênica. Os mainlines costumam ver a Bíblia como algo que contém a palavra de Deus (logou Theou) e não como a própria Palavra de Deus (léxeōs Theou). Muitas vezes entendem como válidas as práticas de outras religiões, diferente dos evangélicos, que afirmam que só há salvação no Cristianismo. Se caracterizam por maior tolerância nos temas de ordenação feminina, direitos sexuais e reprodutivos e casamento gay. Normalmente são contra a pena de morte, o racismo, a xenofobia anti-imigrante, as desigualdades sociais e a degradação ambiental. Teologicamente variam, mas são influenciados pela teologia dialética e pela teologia da libertação.
São exemplos de denominações mainlines nos EUA: Igreja Evangélica Luterana na América, Igrejas batistas americanas EUA , Igreja Metodista Episcopal Africana, Igreja Episcopal e Igreja Presbiteriana (EUA).. Boa parte dessa vertente se agrupa no Conselho Nacional de Igrejas.
Dentre as instituições e características no campo dos mainlines estão a revista The Christian Century, seminários como o Seminário Teológico de Princeton, pregadores como Martin Luther King e a preferência pela Revised Standard Version da Bíblia.

### Evangelicals
Os evangelicals são um grupo que enfatiza a pregação do Evangelho como principal propósito da Igreja, a necessidade de conversão pessoal (ou novo nascimento), crença na Bíblia como fonte primária de doutrina infalível, bem como a ênfase no ensino da morte redentora e ressurreição real de Jesus. 
As posições dos evangélicos variam quanto à utilização da métodos histórico-críticos da Bíblia, o ecumenismo fora do movimento evangelical, ordenação feminina, eutanásia, a pena de morte, aborto e casamento gay. 
Possuem posturas progressistas em relação ao amparo aos mais vulneráveis em políticas de migração e de redução das desigualdades sociais. . Do evangelicalismo surgiu o Pacto de Lausana, como posição evangélica em busca de justiça social.
São exemplos de denominações evangélicas clássicas nos Estados Unidos: a Aliança Cristã e Missionária, a Igreja do Nazareno, Igreja Metodista Livre e Igreja Cristã Reformada na América do Norte. Geralmente, essas igrejas se agrupam em torno da National Association of Evangelicals, a qual também aceita membros pentecostais e fundamentalistas moderados. 
Dentre as instituições e características no campo dos evangelicals estão a revista Christianity Today, seminários como o Seminário Teológico Fuller, pregadores como Billy Graham e a preferência pela Nova Versão Internacional da Bíblia. 

### Fundamentalistas
Os fundamentalistas cristãos são um grupo conservador em vários aspectos teológicos, sociais e políticos. São caracterizados pela crença na Bíblia como única e inerrante fonte de doutrina e critério para julgamento histórico, moral e científico da realidade.  
Os fundamentalistas cristãos rejeitam os métodos histórico-críticos da Bíblia, preferindo ou um biblicismo ou uma exegese histórico-gramatical. Em geral rejeitam por padrão o ecumenismo, mas vários grupos são abertos à colaboração entre fundamentalistas ou mesmo com a ala conservadora dos evangelicals. No geral, são contra a ordenação feminina, aborto e casamento gay. Apesar de variarem quanto a estas seguintes posturas, no geral são favoráveis à liberação de porte de armas, educação domiciliar, pena de morte, criacionismo, complementarismo ou patriarcalismo nas relações domésticas e na vida em Igreja.
Politicamente, os fundamentalistas americanos estão polarizados entre exercer uma influência agressiva por uma agenda conservadora ou viver um separatismo às margens das políticas mundanas. 
São exemplos de denominações com ampla adesão ao fundamentalismo cristão nos Estados Unidos: a Igreja Luterana - Sínodo de Missouri, a Igreja Presbiteriana na América, Igreja Presbiteriana Bíblica e Convenção Batista do Sul. Como mencionado, colaborações interdenominacionais são vistas com desconfiança entre os fundamentalistas. No entanto, algumas igrejas se agrupam no American Council of Christian Churches, fundado em 1941 por Carl McIntire.
Dentre as instituições e características no campo dos fundamentalistas estão a rede de televisão Christian Broadcasting Network, seminários como o Seminário Teológico de Dallas, pregadores como John Fullerton MacArthur e a preferência pela versão da Bíblia do Rei Jaime.

## Brasil

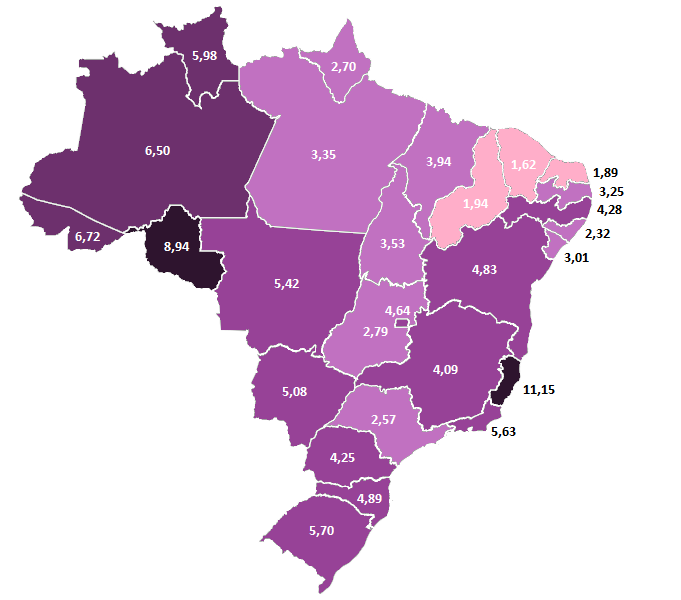
Percentual de protestante históricos por estado em 2010 (incluem principais e evangélicos)

No Brasil, segundo o censo de 2010, realizado pelo Instituto Brasileiro de Geografia e Estatística, cerca de 4,02% da população brasileira identifica-se como "evangélico de missão". Este foi o termo usado para agrupar todos os protestantes não pentecostais registrados no Censo. São eles: luteranos, presbiterianos, congregacionais, batistas, metodistas e adventistas. Grupos que também seriam classificados como protestantes de missão, mas não foram registrados no Censo incluem: hussitas, anglicanos, reformados continentais e valdenses, agrupados como "outros protestantes de missão". 
O grupo aumentou seu percentual na população entre 2000 e 2010 nas regiões Norte e Nordeste do Brasil, mas declinou no Sudeste, Sul e Centro-Oeste, onde eram historicamente mais numerosos. No geral, sua participação na população geral do país apresentou um pequeno declínio de 0,1% no período. A idade média dos protestantes de missão foi de 29 anos, a mesma média nacional. Embora 51% da população brasileira seja feminina e 49% seja masculina, há desproporcionalmente mais evangélicos de missão mulheres do que homens; segundo o censo, 55,65% são mulheres e 44,35% homens. Também há desproporcionalmente mais brancos entre o grupo do que na população em geral (que corresponde a 47% do total). Cerca de 52% dos protestantes históricos são bancos, 40% pardos, 7% negros, 1% asiáticos e 1% indígenas. Assim sendo, o protestantismo histórico é o segundo grupo religioso mais branco do país, atrás apenas dos espíritas. Isto é explicado, em parte, pelo fato de que seus primeiros praticantes no país foram imigrantes de origem europeia, sobretudo alemã.
Assim como ocorre nos Estados Unidos, os protestantes históricos têm renda média e formação escolar superior à média nacional. Cerca de 12% do protestantes tradicionais com mais de 15 anos tem nível superior completo, acima da média nacional de 9,3%, e da média dos católicos romanos, pentecostais, evangélicos sem denominação e pessoas sem religião. Também é o terceiro grupo com o maior percentual de pessoas alfabetizadas, atrás apenas dos espíritas e umbandistas/candomblecistas. Além disso, 3,12% dos protestantes históricos tem renda superior a 10 salários mínimos, número superior à média nacional de 3% e à média de católicos romanos, pentecostais e evangélicos sem denominação.